# Sanderella
Sanderella é um género botânico pertencente à família das orquídeas (Orchidaceae). Foi proposto por Kuntze em Revisio Generum Plantarum 2: 649, em 1821, em substituição ao gênero Parlatorea, ilegalmente descrito por João Barbosa Rodrigues em 1877. A Sanderella discolor (Barb. Rodr.) Cogniaux é a espécie tipo deste gênero. O nome do gênero é uma homenagem ao inglês Louis Sander, dono de famoso orquidário.

## Distribuição
Sanderella agrupa apenas duas miniaturas epífitas, de crescimento cespitoso, do sudeste e sul brasileiros e nordeste da Argentina, que ocorrem em matas úmidas e sombrias freqüentemente em áreas alagadiças ou brejos, sobre raminhos musgosos de árvores ou arbustos.

## Descrição
São plantas que vegetativamente lembram Warmingia, de rizoma curto, com minúsculos pseudobulbos monofoliados curtos e tetragonais, verde escuros, ocasionalmente pintalgados de castanho, guarnecidos por duas Baínhas afilas imbricadas e uma folha plana apical, subcoriácea, oblongo elíptica e delgada, com margens algo revolutas e dorso violáceo ou verde claro. A inflorescência brota das Baínhas que parcialmente recobrem os pseudobulbos, é racemosa ou paniculada, arqueada, com algumas ou muitas flores pequenas, alvacentas, pintalgadas de violáceo ou não, agrupadas na extremidade das panículas, mais ou menos como ocorre em Trizeuxis.
As flores apresentam sépalas diferentes entre si, a dorsal carnosa elmiforme ou bastante côncava e tombada sobre a coluna, as laterais semi concrescidas ou livres e mais estreitas e longas que a dorsal. As pétalas pedem ser similares à sépala dorsal quando esta não é elmiforme, então coniventes com esta e por ela parcialmente recobertos, ou bastante estreitas e acuminadas quando a sépala dorsal é elmiforme. O labelo é carnoso, levemente trilobado com lobo mediano branco, subcordado no disco com calo que se divide em duas longas carenas, e lobos laterais verdes, arredondados, ocupando cerca de metade do comprimento do labelo. coluna sem asas, claviforme, muito curta e espessa. antera apical com duas polínias.

## Filogenia
O relacionamento de Sanderella dentro da subtribo Oncidiinae, segundo critérios filogenéticos, ainda não está bem elucidado. Provavelmente situa-se junto com Quekettia, Trizeuxis, Plectrophora e talvez Polyotidium, em um dos sete subgrupos de pequenos gêneros de espécies miniaturas, que coletivamente se constituem em um dos cerca de dez grandes agrupamentos. Outros desses sete subgrupos são formados por gêneros tais como Comparettia, Capanemia, Leochilus,Notylia, etc.